# Рудик Олена Петрівна
Олена Петрівна Рудик (25 травня 1996, Ковель, Волинська область) — українська волейболістка, зв'язуюча. Гравець національної збірної.

## Із біографії
Волейболом почала займатися в четвертому класі. після сьмого класу переїхала з рідного Ковеля до Луцька, де займалася в обласному ДЮСШ. У березні 2018 року її визнали «Міс українського волейболу». Була капітаном команди «Волинь-Університет».
Влітку 2021 року перебувала у лавах національної збірної, яка готувалася до чемпіонату Європи, але до остаточного складу не потрапила. Учасниця турнірів Золотої Євроліги 2021 і 2022 років.
У січні 2022 року стала гравчинею Академії «Прометей» з Дніпропетровської області. Чемпіонка України 2023 року у складі «Прометея».

## Клуби
| Роки      | Команди                 |
| --------- | ----------------------- |
| 2017—2022 | «Волинь» (Луцьк)        |
| 2022      | «Академія Прометей»     |
| 2022—2023 | «Прометей» (Кам'янське) |